# 里奥维斯塔 (加利福尼亚州)
里奥维斯塔（英語：Rio Vista），是美国加利福尼亚州索拉诺县下属的一个城市。于1894年1月6日建市。城市面积约为17.3平方公里，根据2010年美国人口普查，该市有人口7,360人。